# Memphis Free Speech
Le Memphis Free Speech est un journal afro-américain antiségrégationniste fondé en 1881 à Memphis, dans le Tennessee, par le révérend Taylor Nightingale.

## Histoire
Le Memphis Free Speech est un journal afro-américain fondé en 1881 à Memphis, dans le Tennessee, par le révérend Taylor Nightingale, dirigeant l'église baptiste de Beale Street,. En 1888, le nom de la publication devient  Memphis Free Speech and Headlight lorsque Nightingale est rejoint par J. L. Fleming, un journaliste du comté de Crittenden, Arkansas. Ce dernier est l'éditeur du Marion Headlight « jusqu'à ce qu'une manifestation de Blancs libère le comté du gouvernement noir et le chasse de la ville ». L'année suivante Ida B. Wells est invitée à rejoindre leur équipe mais elle refuse tant qu'elle n'est pas associée à parts égales dans le journal. Donc, avec l'accord de Nightingale et Fleming, elle achète un tiers des parts, prend le poste de rédactrice en chef, alors que Fleming est directeur commercial et Nightingale directeur des ventes.
Le journal prend parti contre la ségrégation qui sévit dans les États du Sud et la domination des Blancs qui bafouent les droits des Noirs. Les autorités municipales accusent Nightingale de radicalité et l'arrêtent en 1891. Il fuit ensuite la ville, en laissant Fleming et Wells à la tête du journal.
En tant que journaliste d'investigation et militante anti-lynchage, Wells écrit des articles pour le Free Press and Headlight, dont un éditorial fameux le 21 mai 1892, sur le lynchage de The Curve, à Memphis, dans lequel elle dénonce ce qu'elle appelle « ce vieux mensonge éculé selon lequel les hommes noirs violent les femmes blanches. Si les hommes du Sud ne font pas attention, la conclusion que l'on pourrait en tirer serait une atteinte préjudiciable à la réputation de moralité de leurs femmes ». Quelques jours plus tard, le 27 mai 1892, une foule de Blancs saccage le bureau du journal, détruit le bâtiment et ce qu'il contient. Comme Wells le note dans son journal : « Je pensais alors que c'était la défense chevaleresque par les sudistes blancs de la réputation de leurs femmes qui avait poussé la foule à détruire mon journal, même si l'on savait que la vérité avait été dite. Je sais maintenant que c'était une excuse pour faire ce qu'ils avaient voulu faire avant mais n'avaient pas osé, parce qu'ils n'avaient aucune bonne raison jusqu'à la parution de ce fameux éditorial ».
Selon l'Encyclopédie du Tennessee, aucun exemplaire du Memphis Free Speech n'est conservé.